# Liste du patrimoine immobilier classé de Courcelles
Cette page regroupe l'ensemble du patrimoine immobilier classé de la ville belge de Courcelles.
| Objet | Année de construction / Architecte | Adresse                        | Section communale | Coordonnées                      | Numéro d’inventaire | Illustration                                                                                         |
| --- | ---------------------------------- | ------------------------------ | ----------------- | -------------------------------- | ------------------- | --- |
| Orgues de l'église Saint-Lambert |                                    |                                | Courcelles        | 50° 27′ 41″ nord, 4° 21′ 50″ est | 52015-CLT-0001-01   | Image manquanteTéléverser                                                                            |
| Ensemble formé par la ferme du grand Hamal et les terrains environnants                                                                                       |                                    |                                | Courcelles        | 50° 28′ 45″ nord, 4° 22′ 44″ est | 52015-CLT-0002-01   | Image manquanteTéléverser                                                                            |
| Ferme de la Posterie et alentours |                                    |                                | Courcelles        | 50° 27′ 45″ nord, 4° 22′ 36″ est | 52015-CLT-0003-01   | Image manquanteTéléverser                                                                            |
| Ferme du grand Hamal : façade et toiture |                                    |                                | Courcelles        | 50° 28′ 46″ nord, 4° 22′ 49″ est | 52015-CLT-0004-01   | Image manquanteTéléverser                                                                            |
| L'église Saint-Martin de Gouy-lez-Piéton |                                    |                                | Gouy-lez-Piéton   | 50° 29′ 12″ nord, 4° 19′ 43″ est | 52015-CLT-0005-01   | Image manquanteTéléverser                                                                            |
| Château de Trazegnies, avenue de la Marlière |                                    | Avenue de la Marlière          | Trazegnies        | 50° 27′ 42″ nord, 4° 19′ 48″ est | 52015-CLT-0006-01   | Château de Trazegnies                                                                                |
| Château de Trazegnies, avenue de la Marlière : site du parc                                                                                                   |                                    | Avenue de la Marlière          | Trazegnies        | 50° 27′ 43″ nord, 4° 19′ 43″ est | 52015-CLT-0007-01   | Château de Trazegnies, avenue de la Marlière : site du parc                                          |
| Château de Trazegnies : extension de classement aux restes de la porte charretière surplombant la servitude de passage dite avenue Paul Pastur                |                                    |                                | Trazegnies        | 50° 27′ 38″ nord, 4° 19′ 46″ est | 52015-CLT-0008-01   | Image manquanteTéléverser                                                                            |
| L'église Saint Martin et le presbytère (M) et ensemble formé par l'église, le vieux cimetière qui l'entoure, le presbytère avec ses annexes et son jardin (S) |                                    | Rue Léandre Vilain, n° 17      | Trazegnies        | 50° 28′ 11″ nord, 4° 19′ 46″ est | 52015-CLT-0009-01   | Église Saint-Martin (Trazegnies) et le vieux cimetière, le presbytère avec ses annexes et son jardin |
| Réserve Ornithologique de Claire-Fontaine |                                    |                                | Gouy-lez-Piéton   | 50° 28′ 56″ nord, 4° 17′ 54″ est | 52015-CLT-0010-01   | Image manquanteTéléverser                                                                            |
| Chapelle de la sainte famille |                                    | Rue du Bosquet, avant le n° 52 | Gouy-lez-Piéton   | 50° 28′ 43″ nord, 4° 19′ 43″ est | 52015-CLT-0011-01   | Image manquanteTéléverser                                                                            |
| Ensemble architectural : Certaines parties du Groupe Civique                                                                                                  |                                    |                                | Trazegnies        | 50° 27′ 59″ nord, 4° 19′ 53″ est | 52015-CLT-0016-01   | Ensemble architectural : Certaines parties du Groupe Civique                                         |
| Presbytère de la paroisse Saint-Martin de Gouy-lez-Piéton (façades et toitures), place communale 1                                                            |                                    | Place communale 1              | Gouy-lez-Piéton   | 50° 29′ 12″ nord, 4° 19′ 45″ est | 52015-CLT-0018-01   | Image manquanteTéléverser                                                                            |